# ヒイラギモクセイ
ヒイラギモクセイ（柊木犀、学名：Osmanthus × fortunei）とはモクセイ科モクセイ属の常緑小高木。ヒイラギ（柊、学名: Osmanthus heterophyllus）とギンモクセイ（銀木犀、学名: Osmanthus fragrans）の交雑種といわれる。生垣などによく利用されている。

## 特徴
常緑広葉樹の小高木で、樹高は4 - 7メートル (m) になる。幹にはコルク質のこぶができる。葉は長さ7 - 10ミリメートル (mm) の葉柄をもって対生する。葉身は革質で、長さ4 - 9センチメートル (cm) になる楕円形で、先端はとがり、葉縁には刺状の鋸歯が8 - 10対ある。ヒイラギより葉は大きく、表面の光沢は少ない。葉脈の主脈は葉の裏面で突出する。
花期は10月。雌雄異株で、かすかに芳香のある花が葉腋や枝の先端に束生する。花冠は白色で4深裂し、径約8 - 10 mmになる。雄株のみが知られており、結実しない。
移植や大気汚染に強いことから、公園樹や庭木、生け垣などによく植えられる。

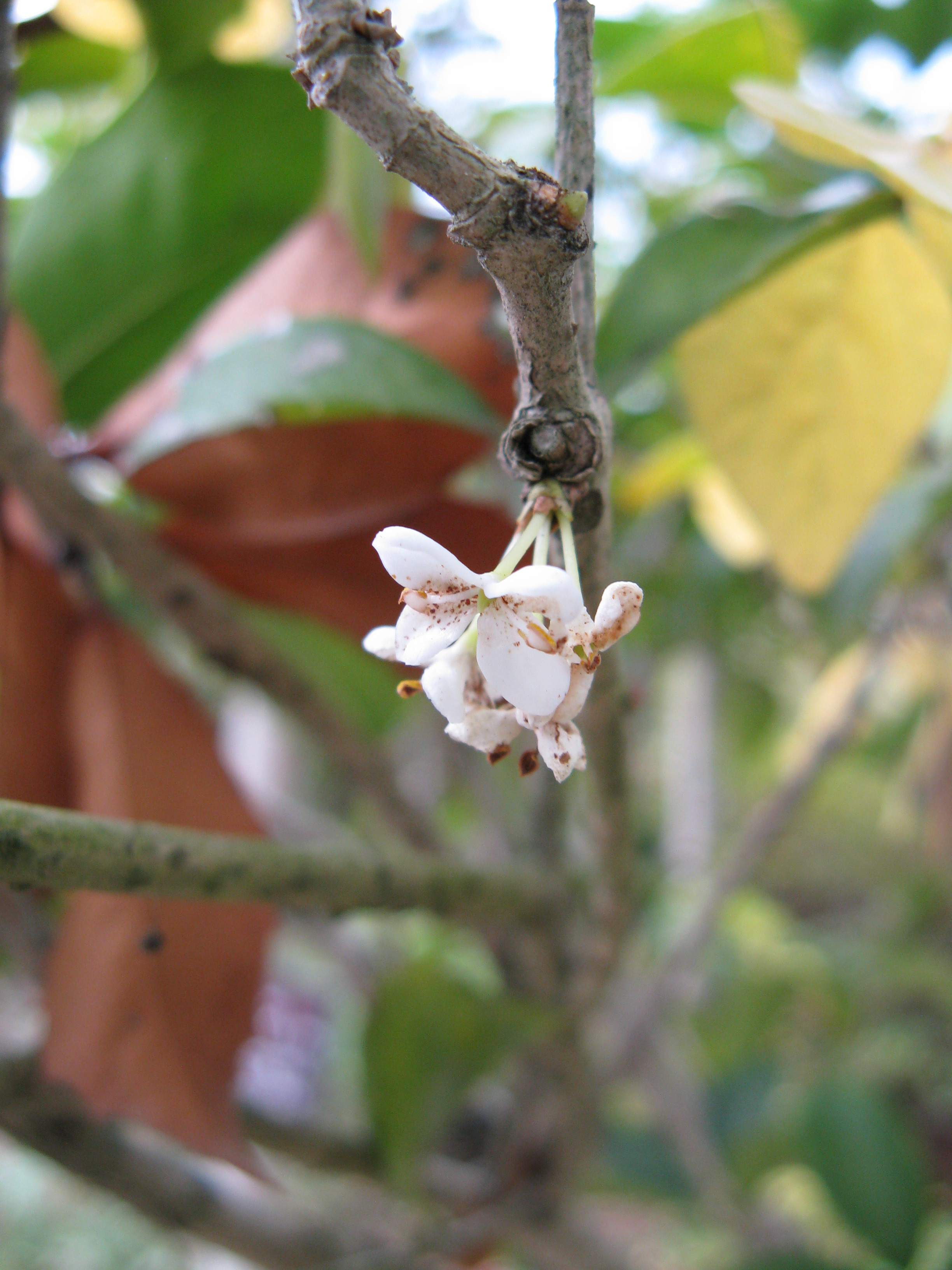
ヒイラギモクセイの花
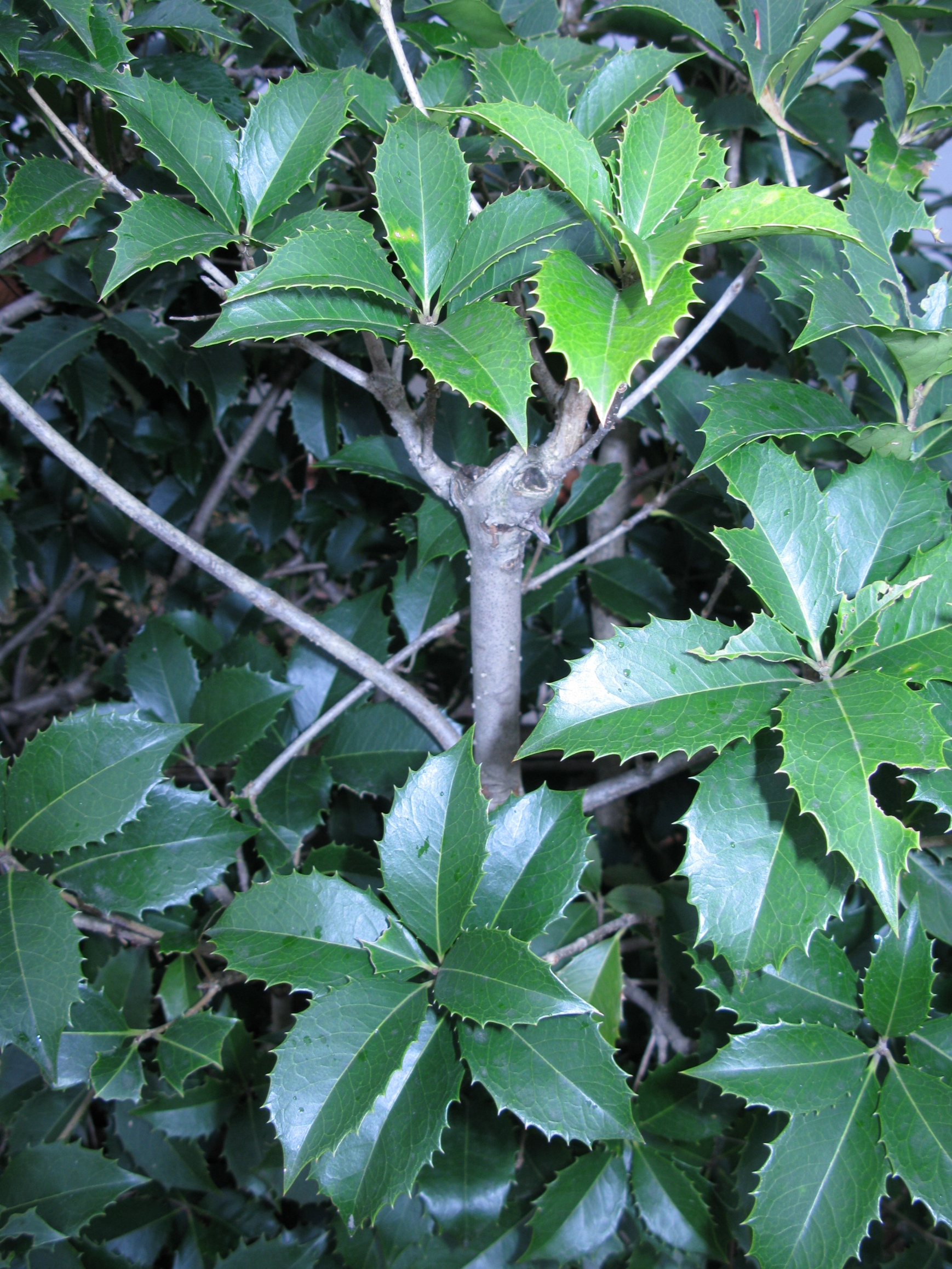
刺状の鋸歯が8-10対ある
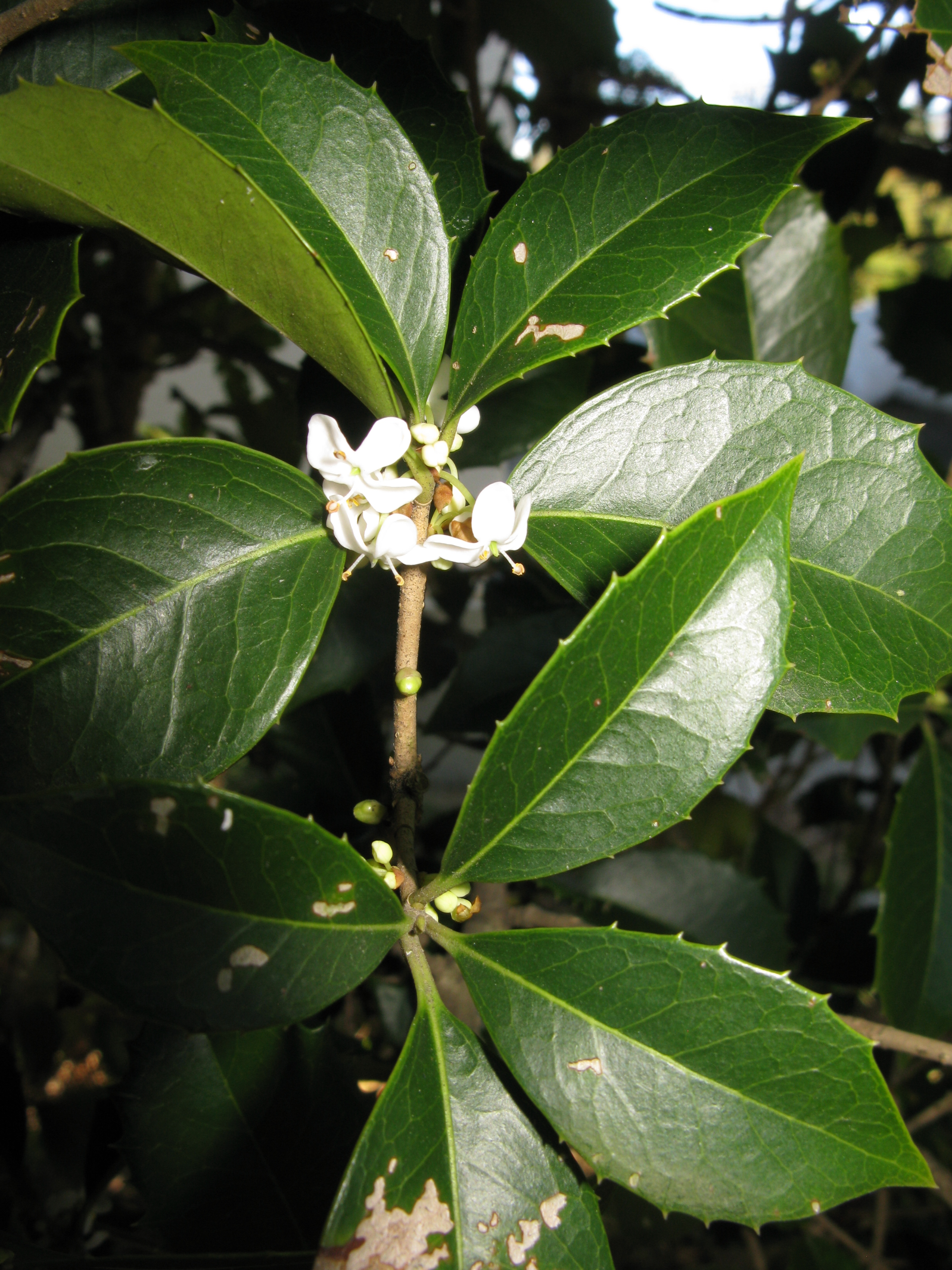
花冠は白色で4深裂する